# Campionato italiano di hockey su ghiaccio 1985-1986
Il campionato italiano di hockey su ghiaccio 1985-86 è stato organizzato come di consueto dalla FISG.

## Serie A

Il Merano, vincitore dell'edizione

### Formula
La formula del campionato è meno cervellotica del precedente. Dopo un girone di qualificazione con doppia andata e ritorno, le prime sei accedono ai play-off scudetto, mentre le altre lottano per un piazzamento.

### Formazioni
Il numero delle squadre partecipanti è sempre lo stesso, ma con una nuova realtà: il Fassa che sostituisce il Como, retrocesso.

Sono quindi sempre 10 le squadre iscritte al torneo: i campioni d'Italia in carica del Bolzano, poi Merano, Varese, Asiago, Alleghe, Auronzo, Brunico, Gardena, Cortina e Fassa.

### Classifica Regular Season
Merano e Varese sono qualificate direttamente alle semifinali, mentre Bolzano, Asiago, Alleghe ed Auronzo devono disputare i quarti di finale.

### Playoff
Serie giocate al meglio delle 3 gare.
|  | Quarti di finale | Quarti di finale | Quarti di finale | Quarti di finale | Quarti di finale |  |  | Semifinali | Semifinali | Semifinali | Semifinali | Semifinali |   |   | Finale | Finale | Finale | Finale | Finale |  |
|  |                  |                  |                  |                  |                  |  |  |            |            |            |            |            |   |   |        |        |        |        |        |  |
|  |                  |                  |                  |                  |                  |  |  |            |            |            |            |            |   |   |        |        |        |        |        |  |
|  |                  |                  |                  |                  |                  |  |  | 1          | Merano     | 5          | 5          | 6          |   |   |        |        |        |        |        |  |
|  | 3                | Bolzano          | Bolzano          | 15               | 9                |  |  | 3          | Bolzano    | 7          | 4          | 3          |   |   |        |        |        |        |        |  |
|  | 6                | Auronzo          | Auronzo          | 3                | 3                |  |  |            |            |            |            |            |   |   | 1      | Merano | 7      | 2      | 10     |  |
|  |                  |                  |                  |                  |                  |  |  |            |            | 4          | Asiago     | 3          | 5 | 6 |        |        |        |        |        |  |
|  |                  |                  |                  |                  |                  |  |  | 2          | Varese     | Varese     | 4          | 5          |   |   |        |        |        |        |        |  |
|  | 4                | Asiago           | 6                | 7                | 7                |  |  | 4          | Asiago     | Asiago     | 10         | 6‡         |   |   |        |        |        |        |        |  |
|  | 5                | Alleghe          | 5                | 8                | 2                |  |  |            |            |            |            |            |   |   |        |        |        |        |        |  |

‡: partita terminata ai tiri di rigore.
Per la seconda volta nella loro storia Merano ed Asiago raggiungono la finale scudetto, sebbene per Asiago è la prima finale playoff (in precedenza giocò il quadrangolare nel girone finale della stagione 1951/52).
Le gare di finale risultano essere combattute. In Gara-1, Merano regola i vicentini per 7-3, mentre in Gara-2 cede per 5-2. Nella gara decisiva per l'assegnazione del tricolore, al 14' del secondo drittel Topatigh segna la rete del 4 a 2 per l'Asiago, poi però gli altoatesini reagiscono e chiudono la frazione avanti per 6 a 4 ed alla fine si aggiudicano la gara per 10 a 6 e vincono il primo scudetto della loro storia.

#### Finale 3º/4º posto
|  | Finale 3º/4º posto |         |         |   |   |  |
|  |                    |         |         |   |   |  |
|  | Bolzano            | Bolzano | Bolzano | 4 | 5 |  |
|  | Varese             | Varese  | Varese  | 1 | 3 |  |

#### Finale 5º/6º posto
|  | Finale 5º/6º posto |         |         |   |    |  |
|  |                    |         |         |   |    |  |
|  | Alleghe            | Alleghe | Alleghe | 8 | 12 |  |
|  | Auronzo            | Auronzo | Auronzo | 6 | 2  |  |

 L'Hockey Club Merano vince il suo primo scudetto.

Formazione Campione d'Italia: Walter Allneider - John Bellio - Marco Capone - Grant Goegan - Francesco Lopetuso - John Robert Manno - Thomas Milani - Günther Moritz - Mark Morrison - Willi Niederegger - Frank Nigro - Paolo Nuvolini - Livio Pegoraro - Norbert Prünster - Engelbert Rassler - Claudio Rier - Gianni Spoletti - Dave Tomassoni - Pierluigi Venturi.

Allenatore: Bryan Lefley.

### Play-out
|  | Semifinali      | Semifinali      | Semifinali    | Semifinali | Semifinali |  |  | Finale          | Finale          | Finale          | Finale | Finale |  |
|  |                 |                 |               |            |            |  |  |                 |                 |                 |        |        |  |
|  | Bruneck-Brunico | Bruneck-Brunico | 5             | 1          | 3          |  |  |                 |                 |                 |        |        |  |
|  | Cortina         | Cortina         | 1             | 3          | 2          |  |  | Bruneck-Brunico | Bruneck-Brunico | Bruneck-Brunico | 8      | 4      |  |
|  | Gardena         | Gardena         | Gardena       | 4          | 2          |  |  | Fassa Falcons   | Fassa Falcons   | Fassa Falcons   | 5      | 2      |  |
|  | Fassa Falcons   | Fassa Falcons   | Fassa Falcons | 9          | 5          |  |  |                 |                 |                 |        |        |  |

Il Brunico conquista il settimo posto.

#### Finale 9º/10º posto
|  | Finale 9º/10º posto |         |         |   |   |  |
|  |                     |         |         |   |   |  |
|  | Gardena             | Gardena | Gardena | 8 | 3 |  |
|  | Cortina             | Cortina | Cortina | 9 | 8 |  |

Al Cortina va la penultima piazza.

### Classifica finale
| Pos. | Squadra         |
| ---- | --------------- |
| 1    | Merano          |
| 2    | Asiago          |
| 3    | Bolzano         |
| 4    | Varese          |
| 5    | Alleghe         |
| 6    | Auronzo         |
| 7    | Bruneck-Brunico |
| 8    | Fassa Falcons   |
| 9    | Cortina         |
| 10   | Gardena         |

### Marcatori
In cima alla classifica dei marcatori si piazza Mark Morrison (Merano) con 147 punti (49 gol e 88 assist), al secondo posto Frank Nigro (Merano, 132 p.ti, 68 + 64), terzo Tony Fiore (Auronzo, 120 p.ti, 59 + 61), quarto Bruno Baseotto (Bolzano, 119 p.ti, 59 + 60) e quinto Mario Simioni (Asiago, 115 p.ti, 55 + 60).

## Serie B

### Prima fase
Il Valpellice termina davanti al Milano e il Vipiteno davanti al Selva per una migliore differenza reti (rispettivamente +38 a +29 e +24 a +9).

### Poule promozione
Tra parentesi i punti che le squadre si portarono in dote dalla prima fase.

### Poule retrocessione
Il Renon viene promosso in serie A. Como e Milano chiedono alla Federazione di poter salire di categoria, ma la richiesta non verrà accettata.

Bergamo retrocede ma verrà ripescato per il ritiro del Vipiteno.